# Філдон (Іллінойс)
Філдон (англ. Fieldon) — селище (англ. village) в США, в окрузі Джерсі штату Іллінойс. Населення — 176 осіб (2020).

## Географія
Філдон розташований за координатами 39°6′31″ пн. ш. 90°29′58″ зх. д. / 39.10861° пн. ш. 90.49944° зх. д. (39.108697, -90.499567).  За даними Бюро перепису населення США в 2010 році селище мало площу 0,52 км², уся площа — суходіл.

## Демографія
Згідно з переписом 2010 року, у селищі мешкало 239 осіб у 100 домогосподарствах у складі 71 родини. Густота населення становила 461 особа/км².  Було 113 помешкання (218/км²).
Расовий склад населення:
| - 99,2 % — білих - 0,4 % — корінних американців |

До двох чи більше рас належало 0,4 %. Частка іспаномовних становила 0,0 % від усіх жителів.
За віковим діапазоном населення розподілялося таким чином: 20,9 % — особи молодші 18 років, 63,6 % — особи у віці 18—64 років, 15,5 % — особи у віці 65 років та старші. Медіана віку мешканця становила 41,5 року. На 100 осіб жіночої статі у селищі припадало 91,2 чоловіків;  на 100 жінок у віці від 18 років та старших — 92,9 чоловіків також старших 18 років.
Середній дохід на одне домашнє господарство  становив 56 852 долари США (медіана — 46 625), а середній дохід на одну сім'ю — 67 314 долари (медіана — 58 125). За межею бідності перебувало 4,6 % осіб, у тому числі 6,5 % дітей у віці до 18 років та 0,0 % осіб у віці 65 років та старших.
Цивільне працевлаштоване населення становило 91 осіб. Основні галузі зайнятості: освіта, охорона здоров'я та соціальна допомога — 23,1 %, транспорт — 20,9 %, роздрібна торгівля — 15,4 %.